# Mason Williams

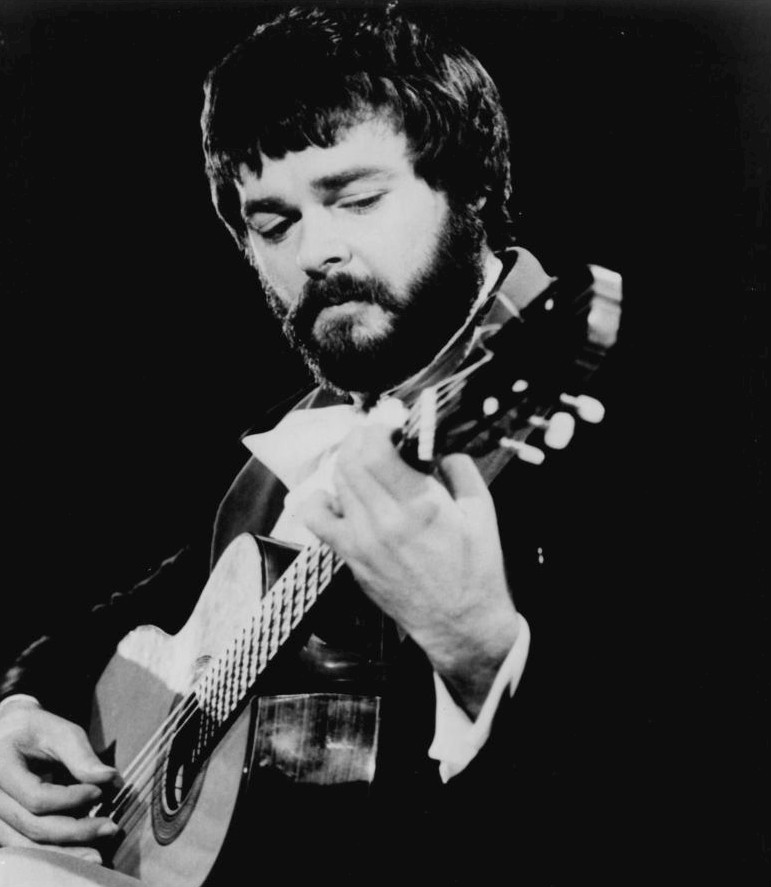
Mason Williams, 1969.

Mason Williams, född 24 augusti 1938 i Abilene, Texas, är en amerikansk gitarrist, kompositör, sångare och komediförfattare. Williams är främst känd för den instrumentala gitarrlåten "Classical Gas" vilken han komponerade och framförde 1968. Låten blev en stor hit med en andraplats på Billboard Hot 100-listan och en niondeplats på brittiska singellistan. Låten tilldelades senare även två Grammys.
Williams komponerade tillsammans med Nancy Ames låten "Cinderella Rockefella" vilken blev mycket känd i den israeliska duon Esther & Abi Ofarims version.